# Tarista stolalis
Tarista stolalis là một loài bướm đêm trong họ Noctuidae.